# لودمیلا پوتینا
لودمیلا پوتینا (به روسی Людми́ла Пу́тина متولد ۶ ژانویه ۱۹۵۸ در کالینینگراد) همسر سابق ولادیمیر پوتین، (رئیس جمهور فعلی روسیه) است. حاصل ازدواج او با ولادیمیر پوتین دو دختر به نام‌های یکاترینا پوتینا و ماریا پوتینا است. وی سی سال همسر ولادیمیر پوتین بود و در روز سوم ماه ژوئن سال ۲۰۱۳ به اتفاق ولادیمیر پوتین از تصمیم خود برای جدایی خبر داد.

## شرح زندگی
لودمیلا در ۶ ژانویه ۱۹۵۸ میلادی دیده به جهان گشود. پدر وی در کارخانه مکانیک کالینینگراد کار می‌کرد. لودمیلا پوتینا از دانشگاه دولتی سن پترزبورگ فارغ‌التحصیل شده‌است و در ۲۸ ماه ژوئن سال ۱۹۸۳ میلادی در شهر لنینگراد (سن پترزبورگ کنونی) با ولادیمیر پوتین رئیس‌جمهور کنونی روسیه ازدواج کرد. او پس از سی سال زندگی مشترک با ولادیمیر پوتین در تاریخ ۶ ژوئن ۲۰۱۳ اعلام به طلاق خود از پوتین کرد.

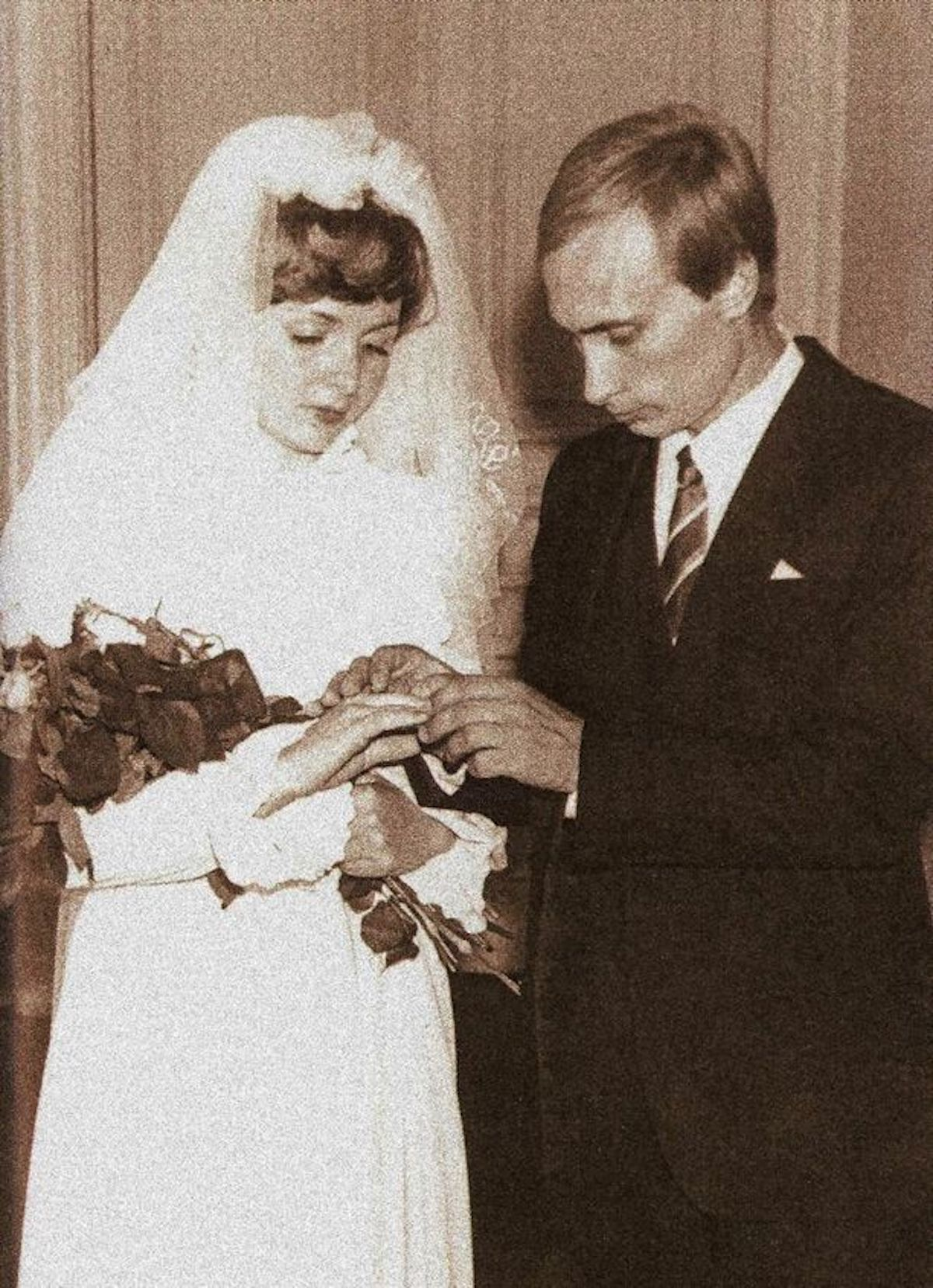
ولادیمیر پوتین و همسر سابقش لودمیلا پوتینا